# Cataonia (arna)
Cataonia és un gènere d'arnes de la família Crambidae.

## Taxonomia
- Cataonia erubescens (Christoph, 1877)
- Cataonia mauritanica Amsel, 1953